# Gebouw-T
Gebouw-T is een poppodium in Bergen op Zoom, gelegen aan het Wilhelminaveld. Het poppodium beschikt over een zaal met een capaciteit van 700 bezoekers, een professionele studio met twee opnameruimtes en twee oefenruimtes. Het is gehuisvest in een voormalige monumentale militaire manege met de naam Gebouw-T.

## Geschiedenis
In het vierde kwartaal van 2010 werd de voormalige monumentale manege verbouwd volgens een ontwerp van Versseput Architecten, waarna op 20 januari 2011 de opening van het poppodium plaatsvond.
Elk jaar met Hemelvaart organiseert de zaal een gratis toegankelijk openluchtfestival op het Wilhelminaveld, genaamd Op De T. Sinds 2012 organiseert Gebouw-T jaarlijks de T-Strijd bandwedstrijd, waarbij bands uit West-Brabant, Zeeland en Antwerpen studiotijd of optredens kunnen winnen.
Sinds 2013 had Gebouw-T de status Kernpodium B van het Fonds Podiumkunsten. In 2014 werd deze status opgeschroefd naar Kernpodium A.
In 2014 gebruikte Gebouw-T als eerste poppodium in Nederland 'biobased technology' en 'biobased art'. Zo werden de plastic consumptiemuntjes gemaakt van de biologisch afbreekbare kunststof glycix. In 2019 werd afscheid genomen van consumptiemuntjes; betalingen konden daarna alleen nog met pinnen geschieden.
Tijdens de coronacrisis presenteerde Gebouw-T een uitzending op de radiozender KINK, als onderdeel van hun programmaserie KINK Clubcircuit.

## Financiering
Het poppodium wordt gesubsideerd door de gemeente Bergen op Zoom. Zo kreeg Gebouw-T van 2016 tot en met 2020 een "extra" jaarlijkse subsidie van 150.000 euro. Sommige horecaondernemers, verenigd in OGM (Ondernemers van de Grote Markt), waren het hier niet mee eens en spraken van oneerlijke concurrentie. In 2020 kreeg het poppodium een subsidie van 390.000 euro.
Er kan gedoneerd worden aan Gebouw-T, dat een ANBI-status heeft. Ook kan het poppodium gesponsord worden met een abonnementsdienst, 'Vrient van T'.